# As Joias de Castafiore
As Joias de Castafiore (Les bijoux de la Castafiore, no original em francês) é o vigésimo primeiro álbum da série de banda desenhada franco-belga As aventuras de Tintim, produzida pelo belga Hergé. A história foi publicada semanalmente pela Revista Tintin de julho de 1961 a setembro de 1962. Em contraste com os álbuns anteriores de Tintin, Hergé deliberadamente quebrou a fórmula de aventura que ele havia criado. É o único álbum da série onde os personagens permanecem no Château de Moulinsart, propriedade da família do Capitão Haddock na Bélgica, e não viajam para o exterior ou enfrentam criminosos perigosos. O enredo diz respeito à visita da cantora de ópera Bianca Castafiore e o subsequente roubo de suas joias.
Embora Les bijoux de la Castafiore tenha recebido aclamação da crítica por fazer seus personagens seguirem uma série de pistas falsas, não foi um sucesso comercial devido à natureza experimental de sua narrativa. Foi publicado no formato álbum pela Casterman logo após a sua conclusão. Hergé continuou As Aventuras de Tintim com o Vol 714 pour Sydney, enquanto a própria série se tornou uma parte definidora da tradição da banda desenhada franco-belga. A história foi adaptada para a série animada de 1991 As Aventuras de Tintim, produzida pelos estúdios Ellipse Animation e Nelvana.

## Adaptações
Em junho de 1970, um longo artigo sobre Les bijoux de la Castafiore, do filósofo e escritor francês Michel Serres, apareceu na revista Critique, sob o título Les bijoux distraits ou La Cantatrice Chauve.
Les bijoux de la Castafiore foi adaptado no décimo nono episódio de As Aventuras de Tintim, do estúdio francês Ellipse Animation e o canadense Nelvana. Dirigido por Stéphane Bernasconi, o personagem de Tintin teve a voz de Thierry Wermuth. Dirigida por Stéphane Bernasconi, os críticos elogiaram a série por ser "geralmente fiel", com composições tendo sido tiradas diretamente dos quadrinhos originais.